# Бельдюгові
Бельдюгові (Zoarcidae) — родина променеперих риб.
Вони мають вугроподібну форму тіла, з видовженими органами, спинний і анальний плавець безперервно з'єднані з хвостовим. Існує близько 220 морських видів, переважно донних, деякі глибоководні. Найбільший вид бельдюга американська (Zoarces americanis) може досягати 1,1 м завдовжки.

## Географічний розподіл
Поширені від Арктики до Антарктики .

## Розмноження
Три види з роду Zoarces є яйцеживородними, всі інші яйцекладні.

## Роди і деякі види

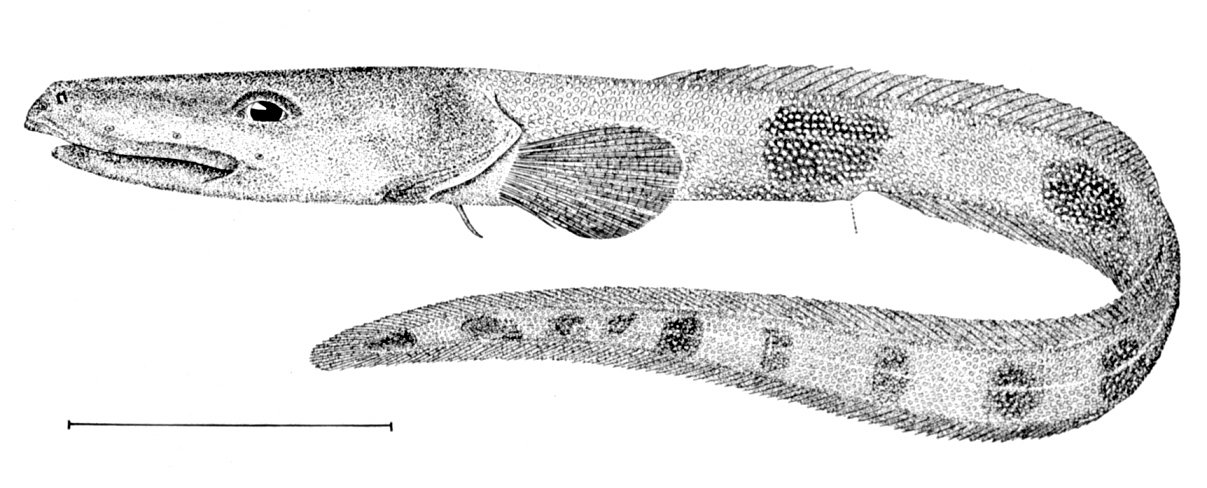
(Lycenchelys verrillii)

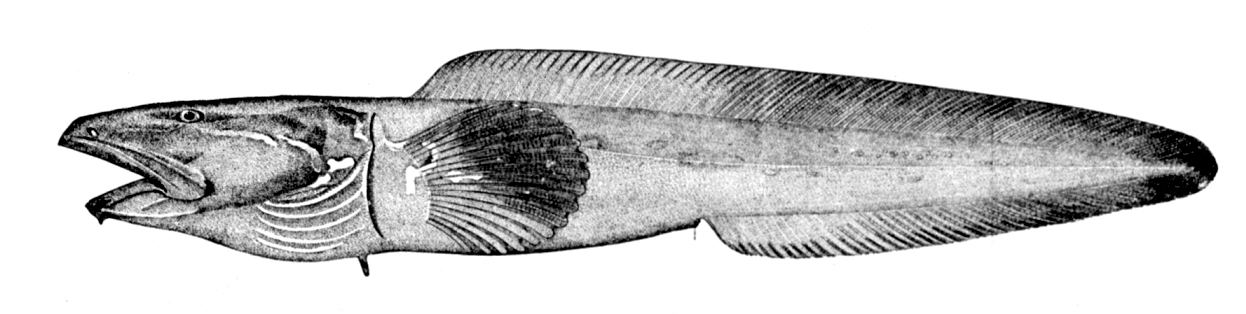
(Lycodes mucosus)

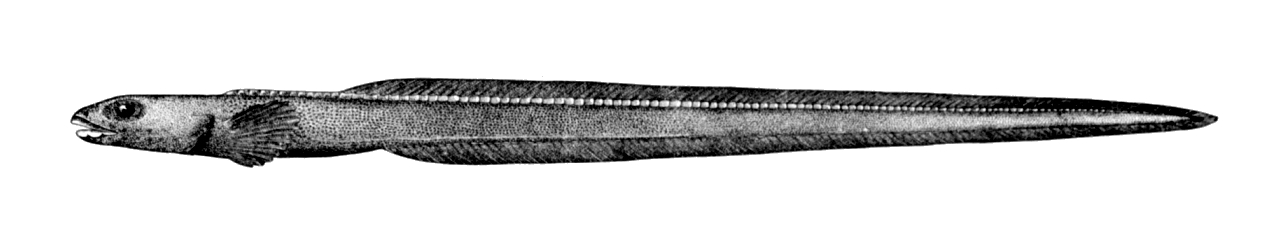
(Lycodonus mirabilis)

| - Aiakas (2 види) - Allolepsis - Andriashevia - Austrolycus - Bellingshausenia Matallanas, 2009 - Bellingshausenia olasoi Matallanas, 2009 - Bentartia Matallanas, 2010 - Bentartia cinerea Matallanas, 2010 - Bilabria Schmidt, 1936 - Bilabria ornata (Soldatov, 1922) - Bothrocara (7 видів) - Bothrocarina - Crossostomus Lahille, 1908 - Crossostomus chilensis (Regan, 1913) - Crossostomus fasciatus (Lönnberg, 1905) - Crossostomus sobrali Lloris and Rucabado, 1989 - Dadyanos Whitley, 1951 - Dadyanos insignis (Steindachner, 1898) - Davidijordania Popov, 1931 - Davidijordania brachyrhyncha (Schmidt, 1904) - Davidijordania jordaniana Schmidt, 1936 - Davidijordania lacertina (Pavlenko, 1910) - Davidijordania poecilimon (Jordan and Fowler, 1902) - Derepodichthys - Dieidolycus - Ericandersonia (1 вид) - Eucryphycus - Exechodontes - Gosztonyia (1 вид) - Gymnelopsis - Gymnelus — Гімнел - Hadropareia - Hadropogonichthys - Iluocoetes - Japonolycodes Shinohara, Sakurai and Machida, 2002 - Japonolycodes abei (Matsubara, 1936) - Krusensterniella - Letholycus - Leucogrammolycus Mincarone & Anderson, 2008 - Leucogrammolycus brychios Mincarone & Anderson, 2008 | - Lycenchelys - Lycenchelys novaezealandiae Anderson & Moller, 2007 - Lycenchelys polyodon Anderson & Moller, 2007 - Lycenchelys verrillii - Lycodapus - Lycodes — Лікод - Lycodes reticulatus - Lycodichthys - Lycodonus - Lycogrammoides - Lyconema - Lycozoarces - Magadania - Magadanichthys - Maynea Cunningham, 1871 - Maynea puncta (Jenyns, 1842) - Melanostigma - Melanostigma gelatinosum - Nalbantichthys - Notolycodes - Oidiphorus - Opaeophacus - Ophthalmolycus - Pachycara (>23 види) - Petroschmidtia - Phucocoetes - Piedrabuenia - Plesienchelys - Pogonolycus - Puzanovia - Pyrolycus Machida and Hashimoto, 2002 - Pyrolycus manusanus Machida and Hashimoto, 2002 - Pyrolycus moelleri Anderson, 2006 - Santelmoa Matallanas, 2010 - Santelmoa carmenae Matallanas, 2010 - Seleniolycus (3 види) - Taranetzella - Thermarces - Zoarces (5 видів) — Бельдюга |